# Porzana monasa
Porzana monasa là một loài chim trong họ Rallidae.